# Gwangju World Cupstadion
Het Gwangju World Cup Stadion is een voetbalstadion in de Zuid-Koreaanse stad Gwangju. Het stadion is sinds 2002 vernoemd naar de Nederlandse voetbalcoach Guus Hiddink, nadat hij Zuid-Korea naar de halve finales leidde tijdens het WK van dat jaar.
Het voetbalstadion werd in september 2001 gebouwd in gastland Zuid-Korea, onder de naam Gwangju World Cup Stadium, om er in 2002 een aantal WK-wedstrijden te kunnen spelen. Het heeft een capaciteit van 44.118 en de bouw ervan kostte ongeveer 136 miljoen euro. Geheel onverwachts werd het land uiteindelijk zelf vierde tijdens de kampioenschappen (terwijl het eerder niet verder was gekomen dan de eerste ronde), en volgens velen kwam dat door de invloed van coach Guus Hiddink. Ook de Zuid-Koreaanse voetbalbond dacht er zo over, en beloofde dat als Zuid-Korea de wedstrijd tegen Spanje in de kwartfinale zou winnen, Hiddink geëerd zou worden met een vernoeming van het Gwangju World Cup Stadium. Dat lukte uiteindelijk; Het Aziatische land won; na 120 minuten voetbal stond het nog 0-0 maar Zuid-Korea nam de penalty's beter, 5-3.
Het stadion is de thuisbasis van Gwangju FC van de Koreaanse profcompetitie (K-League).

## WK interlands
| №  | Datum        | Wedstrijd           | Uitslag       | Competitie | Toeschouwers |
| -- | ------------ | ------------------- | ------------- | ---------- | ------------ |
| 1. | 2 juni 2002  | Spanje – Slovenië   | 3 – 1         | WK 2002    | 28.598       |
| 2. | 4 juni 2002  | China – Costa Rica  | 0 – 2         | WK 2002    | 27.217       |
| 3. | 21 juni 2002 | Spanje – Zuid-Korea | 0 – 0 (3 – 5) | WK 2002    | 42.114       |